# Wim van Aken
Willem (Wim) van Aken (Amsterdam, 2 juni 1933 – Huizen, 29 januari 2015) was een beeldend kunstenaar, schilder en zanger uit Naarden. 
Van Aken werd geboren in Amsterdam en verbleef tot na de Tweede Wereldoorlog in Batavia in Nederlands Indië. Als gevangene in een Jappenkamp gebruikte hij haren van zijn broer om penselen te maken. Terug in Nederland woonde hij in Halfweg (Haarlemmerliede en Spaarnwoude) en na 1996 in Naarden. In 2014 verhuisde hij daar van de Jan Steenstraat naar een verzorgingstehuis in Huizen.
In de zestiger jaren maakte hij studiereizen naar Italië, Spanje, Frankrijk en Groot-Brittannië. Van Aken werd beïnvloed door de klassieke Griekse oudheid en de Romeinse cultuur.
Van Aken werkte veel met aquarel en sepia en gebruikte etstechnieken en lithografie. Onderwerpen waren gebouwen, landschappen, vrouwelijk naakt en architectuurelementen. Hij schilderde figuren in stillevens, stadsgezichten en interieurs. Zijn impressionistische en abstraherende werk voerde hij uit in mozaïeken, portretten en schilderijen in olieverf op doek. Hij signeerde meestal met 'W. van Aken'. 

## Opleiding
Al jong werd hij geïnspireerd door oude meesters als Rembrandt en Leonardo da Vinci. Toen hij dertien jaar oud was maakte hij al stillevens in de renaissancestijl. Van 1950-1952 bezocht hij het Instituut voor Kunstnijverheidsonderwijs in Amsterdam. Daarna bezocht hij de Gooise Academie in Hilversum. Van 1955 tot 1959 bezocht hij de Academie van beeldende kunsten in Den Haag. Een van zijn docenten was Paul Citroen. Van 1960-1962 kreeg hij les aan de Gerrit Rietveld Academie in Amsterdam.
Wim van Aken was lid van de Kulturele Raad Noord-Holland in IJmuiden en de Gooise Schilders Vereniging en de Vereeniging van Beeldende Kunstenaars Laren-Blaricum.

## Tentoonstellingen (selectie)
- Schilderkundig Genootschap Pulchri Studio Den Haag (1981)
- Rosa Spier Stichting Laren (NH) (1984)
- Singer Museum Laren (1980-1986)